# 게스 히터
게스 히터(영어: guess hitter)는 야구에서, 주자가 투수의 어떤 볼을 어떻게 맞출 것인지 노리고 들어오는 타자를 말한다. 대한민국의 경우 이승엽이 전형적인 게스 히터로 알려져 있다. 이 때문에 자기가 맞지 않는 볼에는 헛스윙을 많이 치게 되어 삼진 아웃의 확률이 높은 편이다.